# Frankrijk op de Olympische Winterspelen 1988
Tijdens de Olympische Winterspelen van 1988, die in Calgary (Canada) werden gehouden, nam Frankrijk voor de vijftiende keer deel.

## Medailleoverzicht
| Sport       | Olympiër       | Discipline   | Medaille |
| ----------- | -------------- | ------------ | -------- |
| Alpineskiën | Franck Piccard | super g (m)  | Goud     |
| Alpineskiën | Franck Piccard | afdaling (m) | Brons    |

## Deelnemers en resultaten

### Alpineskiën
| Olympiër                 | Discipline       | Resultaat | Prestatie                                                                              |
| ------------------------ | ---------------- | --------- | -------------------------------------------------------------------------------------- |
| Luc Alphand              | afdaling (m)     | dnf       | opgave                                                                                 |
| Luc Alphand              | super g (m)      | 7e        | 1.42,27 (+2,61)                                                                        |
| Luc Alphand              | combinatie (m)   | 4e        | 57,73 (+21,18) afdaling: 29,8 p. (1.49,60) slalom: 27,93 p. (1.28,47: 45,27+43,20)     |
| Didier Bouvet            | slalom (m)       | dnf-2     | opgave run 2 53,34+dnf                                                                 |
| Jean-Luc Crétier         | slalom (m)       | dq-1      | diskwalificatie run 1                                                                  |
| Jean-Luc Crétier         | combinatie (m)   | 6e        | 62,98 (+26,43) afdaling: 34,66 p. (1.50,04) slalom: 28,32 p. (1.28,52: 44,62+43,90)    |
| Alain Feutrier           | reuzenslalom (m) | dnf-1     | opgave run 1                                                                           |
| Christian Gaidet         | reuzenslalom (m) | 18e       | 2.11,67 (+5,30) 1.07,59+1.04,08                                                        |
| Christian Gaidet         | slalom (m)       | dnf-2     | opgave run 2 54,23+dnf                                                                 |
| Franck Piccard           | afdaling (m)     | Brons     | 2.01,24 (+1,61)                                                                        |
| Franck Piccard           | super g (m)      | Goud      | 1.39,66                                                                                |
| Franck Piccard           | combinatie (m)   | dnf-s1    | opgave slalom run 1 afdaling: 1.47,38                                                  |
| Christophe Plé           | afdaling (m)     | 25e       | 2.04,78 (+5,15)                                                                        |
| Christophe Plé           | combinatie (m)   | 12e       | 103,12 (+66,57) afdaling: 23,84 p. (1.49,06) slalom: 79,28 p. (1.34,98: 47,68+47,30)   |
| Yves Tavernier           | super g (m)      | 20e       | 1.44,88 (+5,22)                                                                        |
| Yves Tavernier           | reuzenslalom (m) | 24e       | 2.12,21 (+5,84) 1.07,44+1.04,77                                                        |
| Yves Tavernier           | slalom (m)       | dns-2     | niet gestart run 2 55,39+dns                                                           |
| Philippe Verneret        | afdaling (m)     | dq        | diskwalificatie                                                                        |
| Philippe Verneret        | super g (m)      | dnf       | opgave                                                                                 |
|                          |                  |           |                                                                                        |
| Patricia Chauvet-Blanc   | slalom (v)       | 14e       | 1.42,79 (+6,10) 51,48+51,31                                                            |
| Cathy Chedal             | super g (v)      | dnf       | opgave                                                                                 |
| Claudine Emonet          | afdaling (v)     | 17e       | 1.28,36 (+2,50)                                                                        |
| Claudine Emonet          | super g (v)      | 22e       | 1.22,05 (+3,02)                                                                        |
| Claudine Emonet          | combinatie (v)   | dnf-a     | opgave afdaling                                                                        |
| Pascaline Freiher        | slalom (v)       | dnf-2     | opgave run 2 51,37+dnf                                                                 |
| Pascaline Freiher        | combinatie (v)   | 22e       | 151,93 (+122,68) afdaling: 119,14 p. (1.24,18) slalom: 32,79 p. (1.24,66: 42,16+42,50) |
| Christelle Guignard      | reuzenslalom (v) | 10e       | 2.09,46 (+2,97) 1.00,90+1.08,56                                                        |
| Christelle Guignard      | slalom (v)       | dnf-1     | opgave run 1                                                                           |
| Carole Merle             | afdaling (v)     | 12e       | 1.27,53 (+1,67)                                                                        |
| Carole Merle             | super g (v)      | 12e       | 1.21,01 (+1,98)                                                                        |
| Carole Merle             | reuzenslalom (v) | 9e        | 2.09,36 (+2,87) 1.01,30+1.08,06                                                        |
| Carole Merle             | combinatie (v)   | dq-s1     | diskwalificatie slalom run 1 afdaling: 1.16,46                                         |
| Catherine Quittet        | super g (v)      | 16e       | 1.21,48 (+2,45)                                                                        |
| Catherine Quittet        | reuzenslalom (v) | 8e        | 2.08,84 (+2,35) 1.01,11+1.07,73                                                        |
| Dorota Mogore-Tlałka     | slalom (v)       | 8e        | 1.39,86 (+3,17) 50,28+49,58                                                            |
| Małgorzata Mogore-Tłalka | reuzenslalom (v) | 19e       | 2.14,39 (+7,90) 1.03,01+1.11,38                                                        |

### Biatlon
| Olympiër                                                          | Discipline             | Resultaat | Prestatie |
| ----------------------------------------------------------------- | ---------------------- | --------- | --- |
| Xavier Blond                                                      | 10 km (m)              | 56e       | 28.36,6 (+3.28,5) pen.: 3 (2 + 1)                                                                                           |
| Éric Claudon                                                      | 20 km (m)              | 45e       | 1:04.16,8 (+8.43,5) pen.: 6 (1 + 3 + 0 + 2)                                                                                 |
| Christian Dumont                                                  | 10 km (m)              | 51e       | 28.20,3 (+3.12,2) pen.: 2 (1 + 1)                                                                                           |
| Hervé Flandin                                                     | 10 km (m)              | 52e       | 28.21,4 (+3.13,3) pen.: 4 (3 + 1)                                                                                           |
| Hervé Flandin                                                     | 20 km (m)              | 56e       | 1:06.50,9 (+10.17,6) pen.: 7 (2 + 3 + 1 + 1)                                                                                |
| Thierry Gerbier                                                   | 20 km (m)              | 41e       | 1:03.51,7 (+7.18,4) pen.: 6 (2 + 2 + 1 + 1)                                                                                 |
| Jean-Paul Giachino                                                | 20 km (m)              | 18e       | 1:00.43,7 (+4.10,4) pen.: 3 (0 + 1 + 1 + 1)                                                                                 |
| Francis Mougel                                                    | 10 km (m)              | 32e       | 27.34,9 (+2.26,8) pen.: 3 (1 + 2)                                                                                           |
| Team Éric Claudon Jean-Paul Giachino Hervé Flandin Francis Mougel | 4x7,5 km estafette (m) | 10e       | 1:30.22,8 (+7.52,8) pen.: 6 21.58,1 pen.: 0 (0 + 0) 23.58,2 pen.: 4 (4 + 0) 21.26,8 pen.: 0 (0 + 0) 22.59,7 pen.: 2 (0 + 2) |

### Kunstrijden
| Olympiër (deelname)               | Discipline | Resultaat | Prestatie                                                        |
| --------------------------------- | ---------- | --------- | ---------------------------------------------------------------- |
| Axel Médéric                      | mannen     | 15e       | 30,4 punten (verpl. figuren: 13 - korte kür: 14 - lange kür: 17) |
| Agnès Gosselin                    | vrouwen    | 16e       | 34,2 punten (verpl. figuren: 13 - korte kür: 21 - lange kür: 18) |
| Isabelle Duchesnay Paul Duchesnay | ijsdansen  | 8e        | 16,0 punten (verpl. dans: 8 - org. dans: 8 - vrije dans: 8)      |
| Corinne Paliard Didier Courtois   | ijsdansen  | 14e       | 28,6 punten (verpl. dans: 15 - org. dans: 14 - vrije dans: 14)   |

### Langlaufen
| Olympiër                                                          | Discipline            | Resultaat | Prestatie                                           |
| ----------------------------------------------------------------- | --------------------- | --------- | --------------------------------------------------- |
| Guy Balland                                                       | 15 km klassiek (m)    | 48e       | 46.36,9 (+5.18,0)                                   |
| Guy Balland                                                       | 30 km klassiek (m)    | 24e       | 1:30.20,4 (+5.54,1)                                 |
| Guy Balland                                                       | 50 km vrije stijl (m) | 24e       | 2:11.58,7 (+7.27,8)                                 |
| Dominique Locatelli                                               | 30 km klassiek (m)    | 50e       | 1:35.40,0 (+11.13,7)                                |
| Dominique Locatelli                                               | 50 km vrije stijl (m) | 37e       | 2:13.56,8 (+9.25,9)                                 |
| Claude Pierrat                                                    | 15 km klassiek (m)    | 56e       | 47.54,3 (+6.35,4)                                   |
| Claude Pierrat                                                    | 30 km klassiek (m)    | 43e       | 1:34.15,6 (+9.49,3)                                 |
| Claude Pierrat                                                    | 50 km vrije stijl (m) | 17e       | 2:09.54,9 (+5.24,0)                                 |
| Patrick Remy                                                      | 15 km klassiek (m)    | 37e       | 45.45,3 (+4.26,4)                                   |
| Patrick Remy                                                      | 30 km klassiek (m)    | 68e       | 1:40.24,5 (+15.58,2)                                |
| Jean-Luc Thomas                                                   | 15 km klassiek (m)    | 26e       | 44.26,5 (+3.07,6)                                   |
| Jean-Luc Thomas                                                   | 50 km vrije stijl (m) | dnf       | opgave                                              |
| Team Patrick Remy Jean-Luc Thomas Dominique Locatelli Guy Balland | 4x10 km estafette (m) | 11e       | 1:49.15,9 (+5.17,3) 28.25,8 26.40,7 27.20,1 26.49,3 |

### Noordse combinatie
| Olympiër                                          | Discipline      | Resultaat | Prestatie |
| ------------------------------------------------- | --------------- | --------- | --- |
| Fabrice Guy                                       | individueel (m) | 20e       | +3.54,9 — schans: 192,1 p — 15 km: 39.19,7 |
| Xavier Girard                                     | individueel (m) | 32e       | +5.23,4 — schans: 193,9 p — 15 km: 41.00,2 |
| Jean-Pierre Bohard                                | individueel (m) | 39e       | +7.08,4 — schans: 183,2 p — 15 km: 41.33,9 |
| Francis Reppelin                                  | individueel (m) | dnf       | opgave — schans: 159,9 p — 15 km: opgave |
| Team Jean-Pierre Bohard Xavier Girard Fabrice Guy | team (m)        | 8e        | +6.23,4 — schans: 541,0 p — 30 km: 1:19.45,4 schans: 178,0 p — 10 km: 27.04,9 schans: 187,2 p — 10 km: 26.43,2 schans: 175,8 p — 10 km: 25.57,3 |

### Rodelen
| Olympiër        | Discipline | Resultaat | Prestatie                                              |
| --------------- | ---------- | --------- | ------------------------------------------------------ |
| Laurence Bonici | vrouwen    | 22e       | 3.14,406 (+10,433) (48,436 / 48,790 / 48,692 / 48,488) |

### Schaatsen
| Olympiër                | Discipline   | Resultaat | Prestatie         |
| ----------------------- | ------------ | --------- | ----------------- |
| Hans van Helden         | 500 m (m)    | 33e       | 39,05 (+2,60)     |
| Hans van Helden         | 1000 m (m)   | 29e       | 1.16,32 (+3,29)   |
| Hans van Helden         | 1500 m (m)   | 19e       | 1.55,61 (+3,55)   |
| Hans van Helden         | 5000 m (m)   | 22e       | 6.57,69 (+13,06)  |
| Hans van Helden         | 10.000 m (m) | 23e       | 14.34,84 (+46,64) |
| Claude Nicouleau        | 500 m (m)    | 31e       | 38,63 (+2,18)     |
| Claude Nicouleau        | 1000 m (m)   | 33e       | 1.17,91 (+4,88)   |
|                         |              |           |                   |
| Stéphanie Dumont        | 500 m (v)    | 29e       | 43,30 (+4,20)     |
| Stéphanie Dumont        | 1500 m (v)   | 27e       | 2.13,01 (+12,33)  |
| Stéphanie Dumont        | 3000 m (v)   | 27e       | 4.38,03 (+26,09)  |
| Stéphanie Dumont        | 5000 m (v)   | 25e       | 8.00,40 (+46,27)  |
| Marie-France van Helden | 500 m (v)    | 27e       | 42,49 (+3,39)     |
| Marie-France van Helden | 3000 m (v)   | 24e       | 4.32,34 (+20,40)  |

### Schansspringen
| Olympiër        | Discipline                     | Resultaat | Prestatie                                          |
| --------------- | ------------------------------ | --------- | -------------------------------------------------- |
| Frédéric Berger | normale schans individueel (m) | 49e       | 164,5 punten 80,6 p. (75,0 m) + 83,9 p. (75,5 m)   |
| Didier Mollard  | normale schans individueel (m) | 34e       | 174,3 punten 89,5 p. (79,0 m) + 84,8 p. (77,0 m)   |
| Didier Mollard  | grote schans individueel (m)   | 25e       | 177,6 punten 101,1 p. (108,0 m) + 76,5 p. (94,0 m) |

### IJshockey
| Olympiër | Discipline | Resultaat | Prestatie |
| --- | ---------- | --------- | --- |
| Patrick Foliot Daniel Maric Jean-Marc Djian Stéphane Botteri Steven Woodburn Michel Leblanc Jean-Philippe Lemoine Denis Perez Pierre Schmitt Jean-Christophe Lerondeau Peter Almasy Paulin Bordeleau Philippe Bozon Guy Dupuis Derek Haas Stéphane Lessard Franck Pajonkowski André Peloffy Christian Pouget Antoine Richer Christophe Ville | mannen     | 11e       | Voorronde groep A: 2-13 Frankrijk - Zweden 1-10 Frankrijk - Finland 2- 6 Frankrijk - Polen 5- 9 Frankrijk - Canada 0- 9 Frankrijk - Zwitserland 11e plaats: 7- 6 Frankrijk - Noorwegen |

Amerikaanse Maagdeneilanden · Andorra · Argentinië · Australië · België · Bolivia · Bondsrepubliek Duitsland · Bulgarije · Canada · Chili · China · Chinees Taipei · Costa Rica · Cyprus · Denemarken · Duitse Democratische Republiek · Fiji · Filipijnen · Finland · Frankrijk · Griekenland · Groot-Brittannië · Guam · Guatemala · Hongarije · IJsland · India · Italië · Jamaica · Japan · Joegoslavië · Libanon · Liechtenstein · Luxemburg · Marokko · Mexico · Monaco · Mongolië · Nederland · Nederlandse Antillen · Nieuw-Zeeland · Noord-Korea · Noorwegen · Oostenrijk · Polen · Portugal · Puerto Rico · Roemenië · San Marino · Sovjet-Unie · Spanje · Tsjecho-Slowakije · Turkije · Verenigde Staten · Zuid-Korea · Zweden · Zwitserland